# Suparibağ
Suparibağ är en ort i Azerbajdzjan. Den ligger i distriktet Astara Rayonu, i den sydöstra delen av landet, 230 km söder om huvudstaden Baku. Antalet invånare är 1 052.
Terrängen runt Suparibağ är platt åt nordost, men åt sydväst är den kuperad. Närmaste större samhälle är Astara, 2,0 km öster om Suparibağ.